# Pseudocytidin
Pseudocytidin ist ein synthetisches Nukleosid. Es besteht aus dem Zucker β-D-Ribofuranose und der Nukleinbase Cytosin und ist ein Isomer des Cytidins. Andere Isomere sind Isocytidin und Pseudoisocytidin.

## Eigenschaften
Chemisch handelt es sich um ein C-Glycosid, bei dem die β-D-Ribose mit dem C5-Atom der Base Cytosin verknüpft ist. Im Cytidin dagegen ist die Ribose mit einem N-Atom verknüpft. Eine ähnliche Verknüpfung zwischen Ribose und Base findet sich im Pseudouridin.
|            |                   |
| Cytidin, C | Pseudocytidin, ψC |